# NGC 7121
NGC 7121 est une galaxie spirale barrée située dans la constellation du Verseau. Sa vitesse par rapport au fond diffus cosmologique est de 7 889 ± 25 km/s, ce qui correspond à une distance de Hubble de 116,4 ± 8,2 Mpc (∼380 millions d'al). NGC 7121 a été découverte par l'astronome français Édouard Stephan en 1872.
Le professeur Seligman et Wolfgang Steinicke classent cette galaxie comme une spirale ordinaire (Sbc), mais une barre est visible sur l'image obtenue des données du relevé SDSS. La classification de spirale barrée par les bases de données NASA/IPAC et HyperLeda semble mieux décrire cette galaxie.
La classe de luminosité de NGC 7121 est II-III et elle présente une large raie HI. Elle renferme également des régions d'hydrogène ionisé.
À ce jour, une mesure non basée sur le décalage vers le rouge (redshift) donne une distance d'environ 125,000 Mpc (∼408 millions d'al). Cette valeur est tout juste à l'extérieur des valeurs de la distance de Hubble.